# Kurt Weill
Kurt Weill, nemški in ameriški skladatelj, * 2. marec 1900, Dessau, Nemčija, † 3. april 1950, New York, ZDA.
Weill je med drugim sodeloval tudi z Bertoldom Brechtom. Tako sta nastali dve deli, ki sta najbolj poznani v njegovem opusu, in sicer opera Vzpon in propad mesta Mahagonny (1930 - iznajdba song-a) in glasba k drami Opera za tri groše (1928). V sodelovanju z Brechtom je razvil tudi t. i. gestično glasbo.